# Svante Pettersson
Svante Edvin Pettersson, född 29 maj 1911 vid Bjärs i Lärbro socken på Gotland, död 10 november 1994 i Visby, var banktjänsteman till yrket men är framförallt känd som spelman, kompositör och folkmusikupptecknare.
Svante Pettersson var en av de mest betydande gotländska spelmännen under 1900-talet. Tillsammans med andra spelmän bildade han Nordergutarnas spelmanslag 1948. Han var också initiativtagare till och medlem i sånggruppen Ymsedere samt medlem i Gotlands Spelmansförbund, Norra Gotlands Stråkorkester och i Visby orkesterförening. Han uppträdde ofta i radio, antingen tillsammans med Nordergutarnas spelmanslag eller i samspel med spelmannen Sigvard Huldt  och medverkade även på flera skivinspelningar (se diskografi). Outgivna inspelningar med Svante Pettersson finns även hos Svenskt visarkiv  och på Institutet för språk och folkminnen. Svante Pettersson blev riksspelman vid Zornmärkesuppspelningarna i Linköping 1943. Svante Pettersson ligger begravd på kyrkogården i Lärbro. I samband med hans hundraårsdag 2011 restes en minnessten i Lärbro prästänge. Varje sommar anordnas en minneskonsert vid Barläst i Lärbro där bland andra Svante Petterssons son Sven-Ingemund Svantesson medverkar. Då delas också ett årligt stipendium ut ur Svante Petterssons minnesfond till gotländska ungdomar som spelar folkmusik.

## Folkmusikupptecknaren
Svante Pettersson började teckna upp folkmusiklåtar och visor efter äldre spelmän och sångare redan på 1930-talet. Han samarbetade dels med Ture Carlsson, tjänsteman på Landsarkivet i Visby, dels med sin bror, etnologen Ragnar Bjersby. Resultatet av uppteckningsarbetet publicerad han i folkmusikutgåvorna Gutavisor (1978) och Gutalåtar (1988).

## Egna kompositioner
Svante Pettersson komponerade låten Gotländsk sommarnatt 1934, senare textsatt av Arthur Nilsson. Låten blev känd för en nationell publik tack vare trumpetaren Ernie Englunds inspelning.1961 utsågs den till "århundradets schlager" i en omröstning anordnad av Sveriges Radio. Bland övriga kända kompositioner av Svante Pettersson kan nämnas tonsättningen av den gotländske skalden Gustaf Larssons dikt Soli gynnar hälle och Skutan svenska Marie med text av Åke Kihlén.

## Priser och utmärkelser
- 1929 – Spelmanstävling vid Bungemuseet (andrapris för solospel)
- 1943 – Zornmärket i silver
- 1962 – Gås-Andersmedaljen
- 1966 – Gotlands kommuns kulturpris
- 1989 – Zornmärket i Guld
- 1991 – Medaljen för tonkonstens främjande

## Diskografi
- Svensk folkmusik: Gotland (1950, Radiotjänst. Med Nordergutarnas spelmanslag.)
- Svensk folkmusik: Gotland (1960, SR Records. Med Sigvard Huldt)
- Svanpolska och andra spelmanslåtar från Gotland, Hälsingland, Skåne och Uppland (1961, SR Records. Med Sigvard Huldt)
- Gotland i ord och ton (1969, Mixett. Med Nordergutarnas spelmanslag)
- Musik på Gotländska (1977, Wessman & Pettersson skivor. Med Nordergutarnas spelmanslag)
- Toner från en ö (1977, Mixett. Med Ymsedere)
- Gotländska låtar (1987, Sjelvar Records)
- Gotlandstoner: unika inspelningar gjorda 1907-1957 (1991, Schilling records. Med Nordergutarnas spelmanslag)
- Gutepolskan och andra Gotländska låtar komponerade av Svante Pettersson (Okänt år, Wessmans musikförlag. Med Torsten Nilsson..)

## Filmografi
- 1943 – Brödernas kvinna
- 1956 – Blånande hav